# 造成
造成（ぞうせい、英: earthwork）とは、土地に対しその地盤面の形状を主に土を動かすことにより何かしらの目的に利用するための行為。

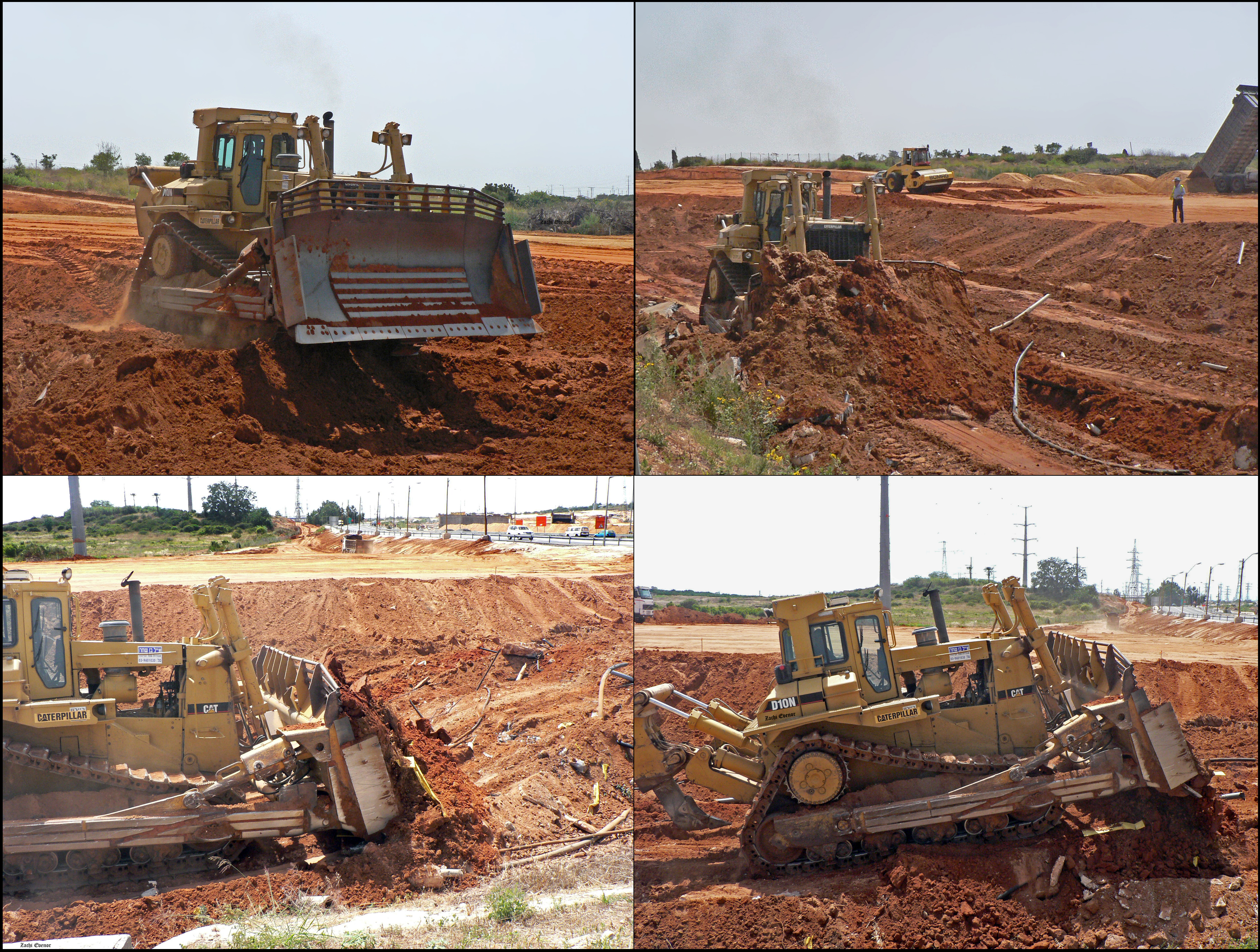
Caterpillar D10 ブルドーザーでの造成

## 種類項目
造成・土地造成とは何らかの土地利用目的のために、未利用もしくは低利用である土地の形質や形状に技術的な加工を施す行為である。可住地面積の少ない国では特に農地や住宅地として利用するため、古来より水面の干拓や埋め立てといった土地造成が行われてきた。
- 埋立地
- 開拓
- 土地改良区
- 住宅造成地
- 宅地造成
- 宅地造成及び特定盛土等規制法
- ランドアート

干拓の歴史は古く日本では九州北西部の島原湾湾奥に位置する有明海で鎌倉時代末期から干拓が始まったとされる。江戸時代には新田開発政策により各地で干拓が進められたほか城下町大坂の町人地をはじめ、低湿地の干拓による城下町の町人地形成も進められた。明治に入ると西洋の近代技術の導入により、築堤をはじめとする干拓技術も発達し、岡山県南部の児島湾の干拓に見られるように干拓規模が大型化した。戦後は食糧増産の一環で八郎潟をはじめとして国営事業による大規模な干拓が進められた。
埋め立ての歴史も古く、すでに奈良時代には僧の行基が築いたとされる五泊の一つ大輪田泊 (現神戸港) において船瀬と呼ばれる船の停泊地を築造するため海面の埋め立てを行った様子が窺えるが、近世に入ると臨海部における城下町建設に伴い住宅地を確保するための埋め立てが進展した。その後明治に入ると港湾関連用地や工業用地としての埋め立てが進み、大正10年 (1921) に公有水面埋立法が制定されて以降、臨海部の埋め立てが本格化した。とくに第二次大戦後は四大工業地帯をはじめ工業用地としての臨海部の埋め立てが進み、重化学工業が集積することとなった。京浜工業地帯に位置付けられる東京港においてはこうした近世以来の埋め立ての変遷を見て取ることができる。

## 造成行為

### 掘削

#### 掘削の種類

大地移動装置（1922年頃）

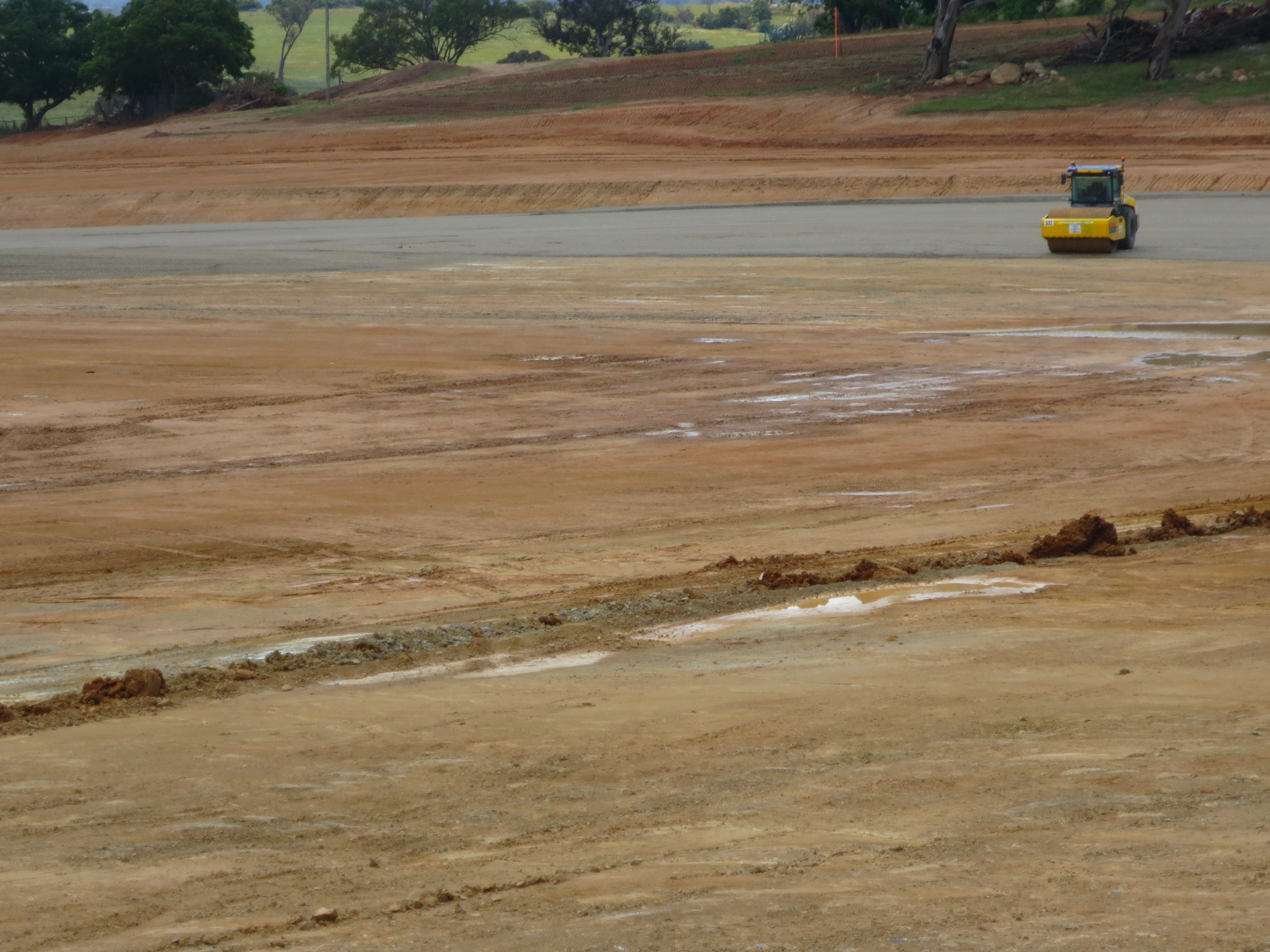
水平平坦な建設現場。背景のロードローラー。

造成での掘削は、材料の種類によって分類することができる:13.1
- 表土掘削
- 大地掘削
- 岩石掘削
- 泥掘削 - これは通常余分な水と不適切な土を含んでいる
- 未分類掘削 - これは材料タイプの任意の組み合わせ

また掘削は目的によっても分類される:13.1, 13.2
- ストリッピング
- 道路掘削
- 排水構または構造物掘削
- 橋梁掘削
- 水路掘削
- 足場掘削
- 仮掘削
- 浚渫
- 地下掘

## 土木施設建設での使用
典型的な造成には、道路、鉄道のベッド、ダム、堤防、運河、および犬走りが含まれる。その他一般的な土工は、土地の地形を再構成したり、斜面を安定させるための土地採取。

## 軍事使用

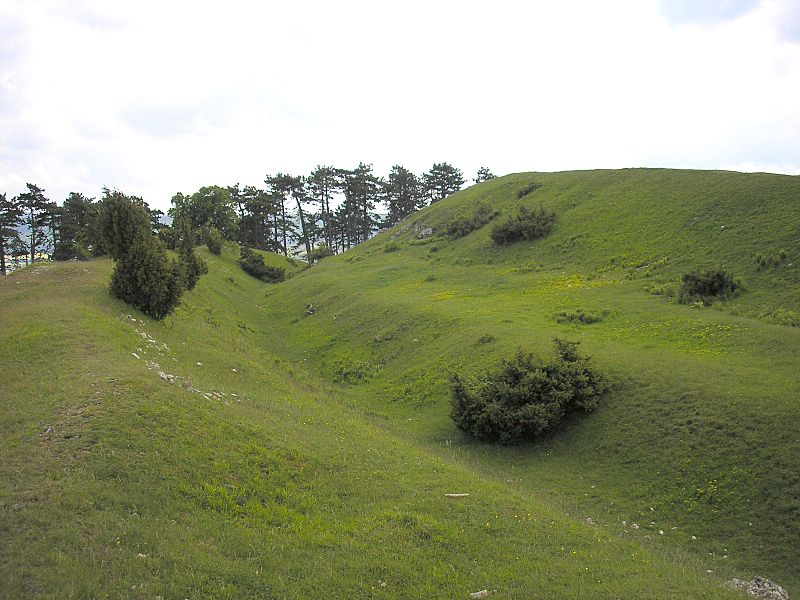
ドイツの人工溝と城壁 - 紀元前300年以前の先史時代

軍事工学では、土工造成、より具体的には土壌から建設された要塞のタイプでみる。土壌はそれほど強度はないが、莫大な量を使用することができるほど安価であり、恐ろしい構造を生み出す。古い土の要塞の例には堀、芝生の壁、モテとベイルの城、丘の砦が含まれる。現代の例にはトレンチと犬走がある。

## 設備
重機は、相当量の材料を移動させるために通常使用される - 数百万立方メートルまで。土木工事は、（フレズノ）スクレーパーや、ローダー、ダンプトラック、グレーダー、ブルドーザー、バックホー、ドラグラインの掘削機などの土木機械の開発によって革命を起こした。

## 大量生産計画

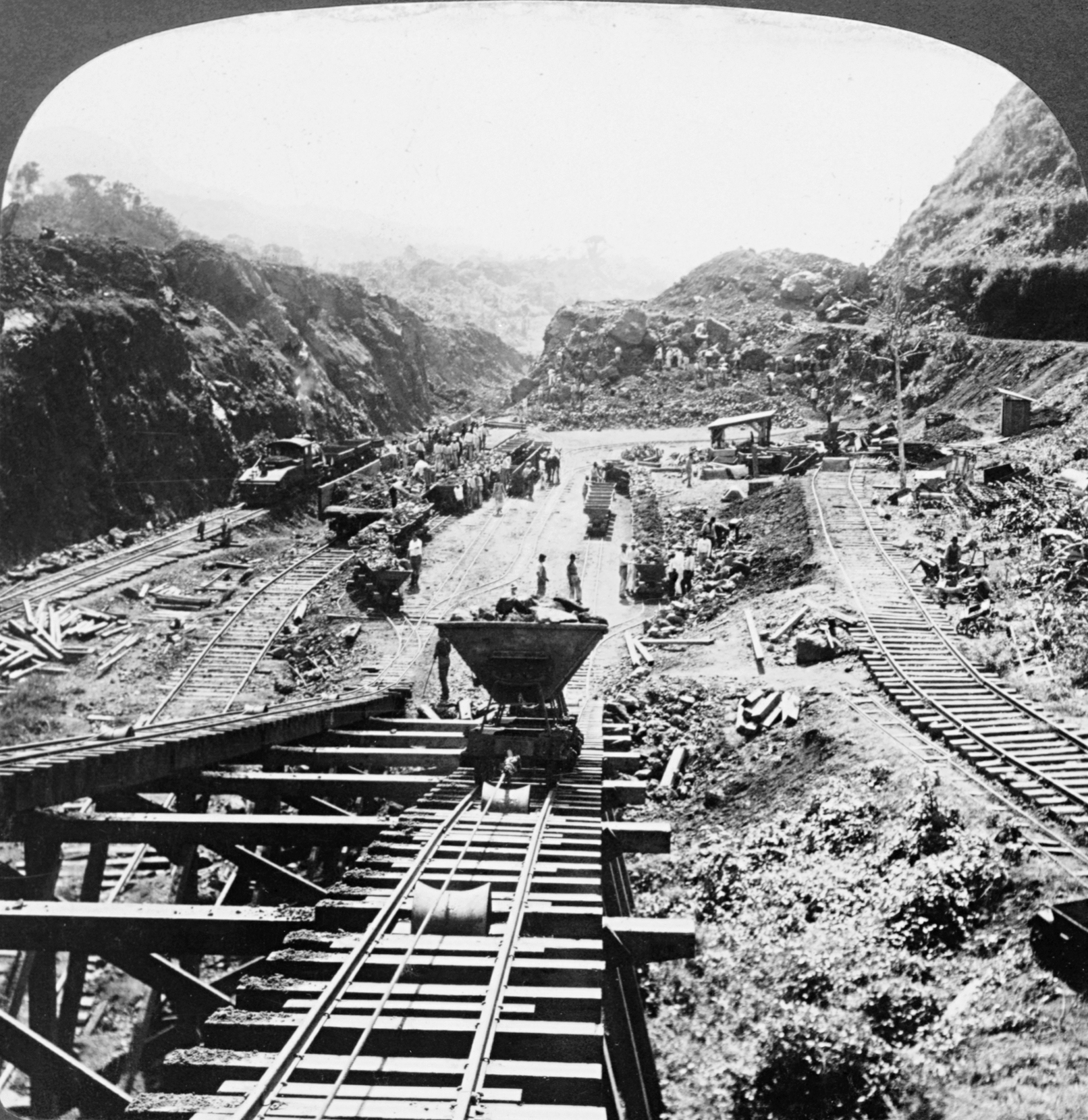
1907年頃に撮影されたCulebra Cut、パナマ運河建設写真のために、7,600万立方メートル以上の土砂掘削（土砂崩れによる計画で2300万立方メートルが追加された）が掘削された

技術者は、地盤工学の問題（土壌密度や強度など）や、移動距離を最小限に抑えながら、カット内の土壌容積と充填物の土壌容積が一致することを確実にするため土量推定に関心を持つ必要がある。これまで、これらの計算は、スライドルールを使用して手作業で行われ、シンプソンの法則などの方法で行われた。土工費は、運搬量x運搬距離の関数である。大量輸送計画の目的は、これらの量を決定することであり、大量輸送最適化の目標は、そのいずれかまたは両方を最小化することである。
現在は、運搬コストの最適化や運行距離の最適化（運搬コストは運行距離に比例しないため）など、コンピュータと特殊なソフトウェアを使用して実行できる。

## 造園修景
造園の修景 (en:Landscaping) では、造成はその土地の目に見える状況や特徴を変更するあらゆる活動を指す。
生態要素のような植物相や動物相、または芸術や工芸品のように作品化を目的とした植物を成長させる景観としての美しい環境、一般的にガーデニングと呼ばれている行為。自然の要素地形、地形形状や高低差、または流域など、そして天候や照明条件ような抽象的な要素。
これには園芸、芸術的なデザインといった専門知識から建設施工に関する土木工学的なものまでさまざまな専門知識を必要とする。

### 造園空間と技術

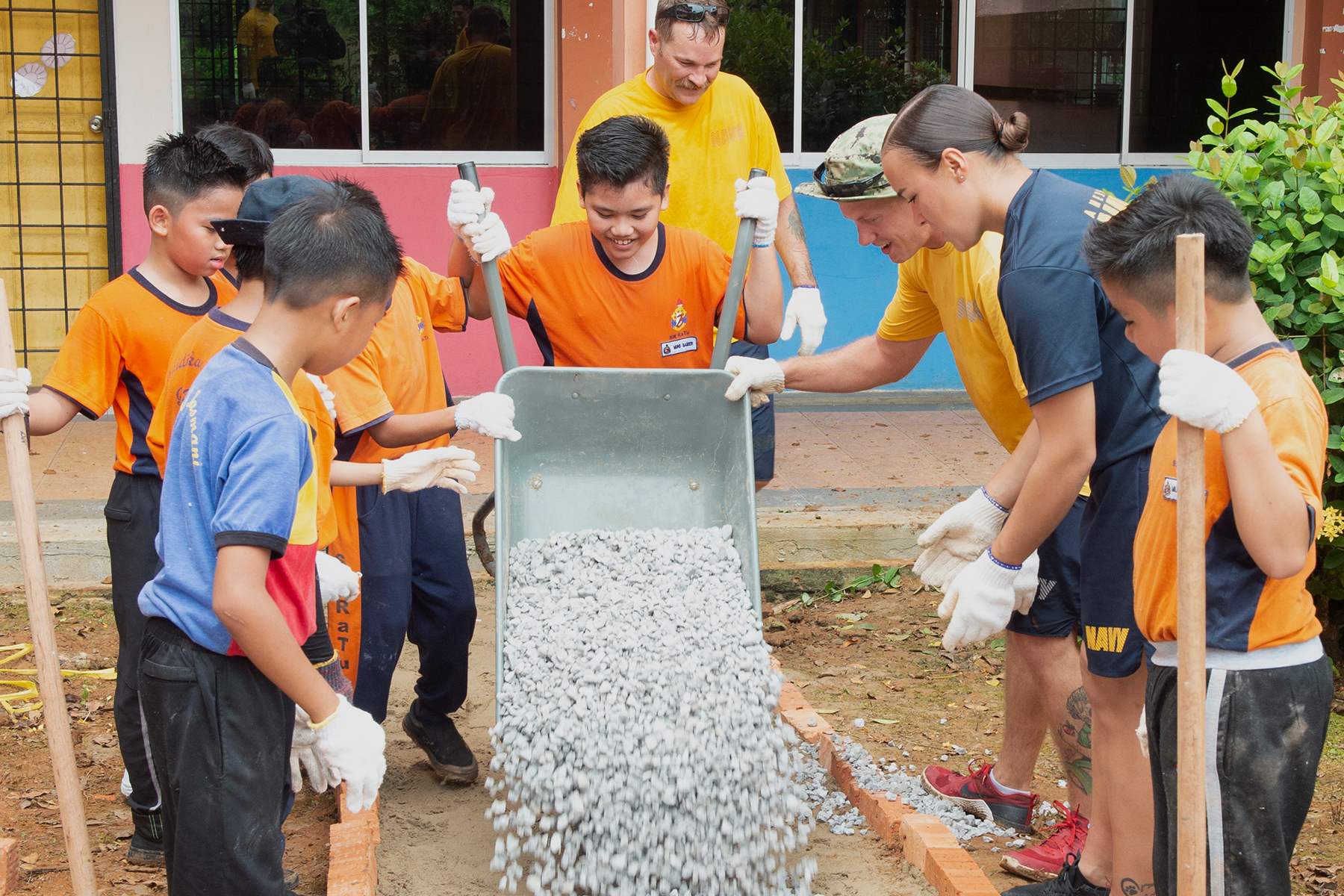
クチン市の小学校中庭を造成

造園設計では造園空間という特徴的である対象を取り扱うため、他のフィジカルプランとはやや異なる空間施設への取組み方が必要となっている。
造園設計技術の特徴として、造園空間は土地システムのうえに立脚した空間である。そのため、そこに展開する人間の行動、計画的には土地利用は、土地とそれを取り巻く大気、水、植生といった自然のシステムと無関係には成立しえない。すなわち、自然との共存を基盤とした空間であり事業であることがその特色の一つとなっている。
このような特性から、地方性というものの影響を大きく受けることとなり、空間評価と時間的推移にともなう成長などの変化を前提とした時間係数を入れた計画を必要とすることとなる。すなわち、造園設計では時間をも入れたトータルな空間評価とトータルな空間造成 (保全・整備・育成) 技術が常に求められることとなる。
また、土地システムを基盤とした事業であることから、造園設計では常に土地を読む技術が要求され、その調査が先行することが求められる。
自然立地的土地利用計画などによる敷地分析・評価と土地利用の選択は、造園空間の特徴的技術による計画展開であるが、敷地分析図などを用いて土地のポテンシャルを最大に活かした計画は、農業用土地利用計画などの生産を目的とした計画のみならず、自然公園計画などのレクリエーション計画においてもその妥当性を証明してきている。
このような姿勢は、土地の整備計画や工法にも反映している.造園では自然の営力に人間が力を添えて空間を造成し、熟成させる技法の開発と実行が多方向で進められている。たとえば造園工事の基礎的分野である敷地造成などにその典型をみることができえる。

### 土地を理解する
土地の造成建設には、研究や観察が必要である。大地は世界中どこも同一ではない。造園修景行為は異なる地域に応じて変化する。このため、初期段階に通常は当該地域における自然について詳しい専門家の参加が推奨される。造園修景事業成功の一つには場所の理解が必須。地形、土壌の質、卓越風、濃霧の状況、原生動植物系のような異なる自然の特徴を考慮する必要があるが、ときどき土地が造園に適していない場合もあり、そのような状況下でランドスケープを実践するためには土地を再形成する必要があるが、この土地の再形成は格付けと呼ばれている。
斜面状態に大地を掘り削ることは掘削と呼ばれており、土壌が斜面に加えられると、それは充填と呼ばれている。格付け段階において、過剰な廃棄物（埋立地の除去を伴う）を生じさせるため、土壌と岩石を設計者が計画段階である間に考慮に入れる必要がある。

### 地形造成
造園における地形造成の基本として、土地造成は、地形造成と雨水排水施設の設備に大別されるが、地形造成と雨水排水施設の設備は一体として捉える必要があるため、設計・施工の作業においては同時並行的に行うことが肝要である。
地形造成から述べると造園における地形造成の基本地形造成は園路・広場や、池泉、遊び場、植栽等の諸施設・空間の基盤となる土地を形成するという、直接的・機能的側面だけに終始されがちである。しかし、実は造園空間全体を快適かつ魅力ある空間とする上で極めて重要であり、大きく二つの視点を踏まえて取り組んでいる。一つは敷地空間全体の骨格を形成する地形の造成。二つは築山などのように、造園施設の一つとしての地形づくり、及び建築、広場等の施設と一体となった地形づくり等の部分的な地形造成である。この両者は当然のことながら不断・連続しているため、一体的に検討し整備することが肝要であるが、設計施工の作業においては、ほとんどの場合、骨格となる地形造成を優先させて進める。また地形造成は土木構造体としての基準（工学的基準）を踏まえることが条件となる。造園空間として大切なのは、地形が利用上及び景観・環境（植物の生育等）形成上、極めて重要な役割を果たしているという点があげられる。
利用的側面としては、施設空間によって、それに適合する地形は様々である。テニスコートや広場のように平坦であることが条件となる場合もあれば、自由なバドミントンやバレー等、手軽なスポーツや子どもの遊び場のように、緩やかなスロープでも可能な場合もある。また、憩いの広場のように緩やかなスロープの方が快適な施設、さらに散策路のように多少は起伏や斜面があった方が良いとされる施設まで様々である。このように、地形は利用目的によって大きく制限される場合もあれば、さほど拘束されない場合もある。
また景観・環境的側面としては、スポーツグラウンドなどを除けば、全く平坦な地形は単調で魅力に欠けることの方が多い。地形に変化を付けることにより、広がった景観、閉ざされた景観を生み出し、大らかな明るい雰囲気あるいは落ち着いた雰囲気など、様々な空間を創出することができる。さらに、見え隠れ、遮り等による景観の変化も生まれるため、人の興味をそそり、散策や休憩など、人の行為を誘発するといった点も重視される。また、急斜面地は植物の生育には適合し難いが、変化に富む緩斜面地では多様な植物の生育も可能となるため、景観上のみならず現境面からも変化のある地形づくりは重視される。
造園における地形デザインの特性及び地形づくりは、広場・グラウンドのように平坦面の確保が条件づけられているケースを除けば、洋の東西を問わず、直線で構成される斜面にはせず、穏やかなカーブを描くことが基本となる。利用的側面、景観・環境的側面に充分に応えつつ、むくりの地形、しゃくりの地形とすることが一般的であり、多くの場合は双方を組み合わせて変化に富む自然風景に相当する地形を創出している。

### ツール
造園業者は、まず所望の結果を達成するために、その土地で何ができるかのラフデザインやレイアウトと報告文を作成。様々な鉛筆で絵・グラフィックスを作成する必要がある。
造園分野もそれなりのプロジェクトにおいては、自然形成としてよりもブルドーザー、芝刈り機、またはチェーンソーといった機械技術的方面の関心に向かっており、これらなしで始まるプロジェクトはほとんどないため、造園は自然より技術的になっている。異なる領域は、植物の異なる資質がある。過剰な量の肥料は、自然景観としてみられるよう、その目的のために必要とされている。 造園事業ではいくらかは、大面積への関心をよぶため、砂利と様々なサイズの岩を組み合わせ使用することが好まれている。

### グレーディング
グレーディングとは、自然地形のような造成を行う造園土工のこと。造園の敷地造成ではその敷地の立地的特性にそった地形造成が、地域の地形の連続を乱すことなく進められるのが通常であり、土地利用や施設の配置にともなう土工も、その吸収にグレーディングの手法による空間の融合化が図られるのが一般である、もちろん、植生や表土の保全と有効利用がはかられるのはいうまでもない。
グレーディングは造園独特の技術である。与えられた地形上に土地利用計画をレイアウトするためには傾斜、排水、基礎構造などが大きく関連するグレーディングの技術では、地表面が意図された目的や利用に適しているように造成されるのはいうまでもないが、新しいレベルは元の土地となるべく異ならぬよう配慮され、生態的均衡や自然の排水システムの保持、土壌断面の保全がはかられるのが特徵である。したがって、使用機械の種類は自然のもつ許容限界の範囲で決定される。
グレーディングは、このように生態的均衡を考慮した造園土工であるが、単に地形の改変を最少にとどめる手段ではなく、視覚的な効果を考慮してより良い地形を創造することを目的とした積枢的手段であることにも注目できる。

### ラウンディング
欧米では、道路等に関る地形造成においても、前述した日本古来の「むくり」「しゃくり」のように「丸み」をつける地形造成が行われてきた。これをラウンディング (rounding) という。土木景観の項にあるとおり日本にはドイツから導入された技術で近年は日本の道路造成などにおいても切土の法肩を中心に、徐々にラウンディングがみられるようになってきている。

## 造成土工量の数量算出
土工事での土量計算には築堤などのような線状造成に用いられる「平均断面法」と面的造成土地に用いられる「点高法」（柱状法、メッシュ法）がある。
平均断面法は、縦横断面図に施工前基面及び施工基面を描き、縦横断面図より当該工事の切土及び盛土の断面積をプラニメーター等で計測し、相隣る2測点の断面積の平均断面積に、相隣る2測点の距離を乗じた算出結果の総和土量を計算するといった手法である。
平均断面法では、切土量及び盛土量を把握したい場合に特別なソフトウェアは必要なく簡単な作図で行うことができる。
相隣る2測点の横断断面積をそれぞれA1、A2・・・・Am、Anとし、その断面間の距離をそれぞれℓ1、ℓ2・・・・ℓnとすれば、体積Vは次式で求められる。
{\displaystyle V={A1+A2 \over 2}} × ℓ1 ＋ ・・・・＋ {\displaystyle {Am+An \over 2}} × ℓn
造成工事においても、従来は平均断面法が使われていたが、近年ではコンピューター・表計算ソフト等を利用して正確で早く、経済的に計算できる点高法により行われるようになっている。
点高法による土量計算は盛土または切土しうる敷地を正方形や長方形または三角形に分割し、その交点の高さを計測し、計画高との高低差を算出し計算によって必要な土量をもとめる手法である。比較的広い区域における掘削土量（切土量）や盛土量を算定する場合に用いられる。長方形公式は通常20メートル以下の一定間隔の長方形に区分して、各隅の高さを測定し、区分された四角柱の体積を四隅が一平面上にあるようにして底面積に中心軸の高さ、つまり四隅の高さ平均値を乗じて求めて、全体の体積を求める。
各隅の高さの測定は、水準測量により各隅の標高（地盤高）を観測して、その値から切り取り面（施工計画高）の標高を差し引く方法によって得られる。
長方形の角柱が1辺の長さをそれぞれa、bとし、1個、2個、3個、4個の共有する隅の高さをそれぞれh1、h2、h3、h4とすれば、全体の体積Vは次式で表される。
{\displaystyle V={ab \over 4}}（Σh1 ＋ 2Σh2 ＋ 3Σh3 ＋ 4Σh4）
すなわち、abが1つの角柱の底面積であり、Σ1からΣ4はそれぞれ各隅の共通する数値の総和を示している。
このほか、等高線があって高さがわかる場合は、これを利用して土量をもとめることができる。この等高線法は、切り取りまたは掘削の計画面から上の土量を求める場合、まず各等高線に囲まれた面積をプラニメータなどで測定し、平均断面法などの手法で計算する。等高線に囲まれた面積毎が断面積になり、等高毎の高さが相隣る2測点の距離となる。
こうした土量の計算は、測量の分野としては応用測量に当たる。